# Martin Leicht
Martin Leicht (* 8. März 1940 in Gütersloh; † 22. August 1998 in Münster) war ein westfälischer Unternehmer. 

## Leben
Neben seinem Medizinstudium begann Martin Leicht mit dem Vertrieb von Ista-Heizkostenverteilern und gründete daraufhin das Unternehmen HTH-Haustechnische Handelsgesellschaft mbH, die später in ista-haustechnik GmbH umfirmierte.
Neben seinen unternehmerischen Tätigkeiten war Martin Leicht Kreisvorsitzender der CDU in Münster, stellvertretender Landesvorsitzender der Wirtschaftsvereinigung der CDU in Nordrhein-Westfalen, von 1982 bis 1987 Präsident der Arbeitsgemeinschaft Selbständiger Unternehmer (ASU) und stellvertretender Vorsitzender der Wirtschaftlichen Gesellschaft für Westfalen und Lippe e. V. Er rief den Westfälischen Friedenspreis ins Leben, den die Wirtschaftliche Gesellschaft für Westfalen und Lippe e. V. anlässlich des Jubiläums „350 Jahre Westfälischer Friede“ stiftete.
Kurz vor seinem Tod verfügte Martin Leicht für den größten Teil seines Vermögens testamentarisch die Errichtung der Stiftung Westfalen-Initiative für Eigenverantwortung und Gemeinwohl.